# Альпхубель
Альпхубель (нем. Alphubel) — горный пик Пеннинских Альп, расположенный между долинами Церматт и Засталь в швейцарском кантоне Вале. Высота — 4206 метра. Часть массива Мишабель. Восточная сторона вершины представляет собой обширное ледовое плато, являющееся частью ледника Фе. Западная сторона образована отвесными скалами. Впервые Альпхубель был покорен 9 Августа 1860 года. Ближайший населенный пункт — Зас-Фе.

## Галерея

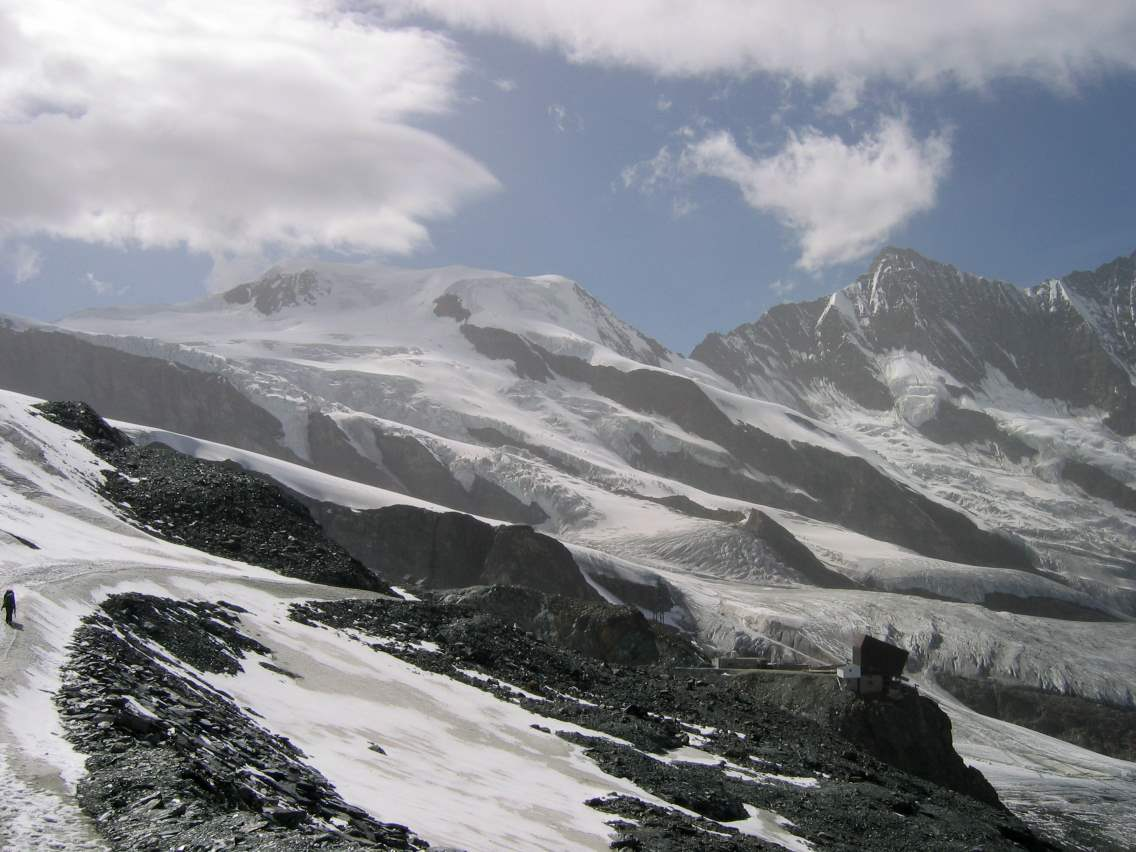
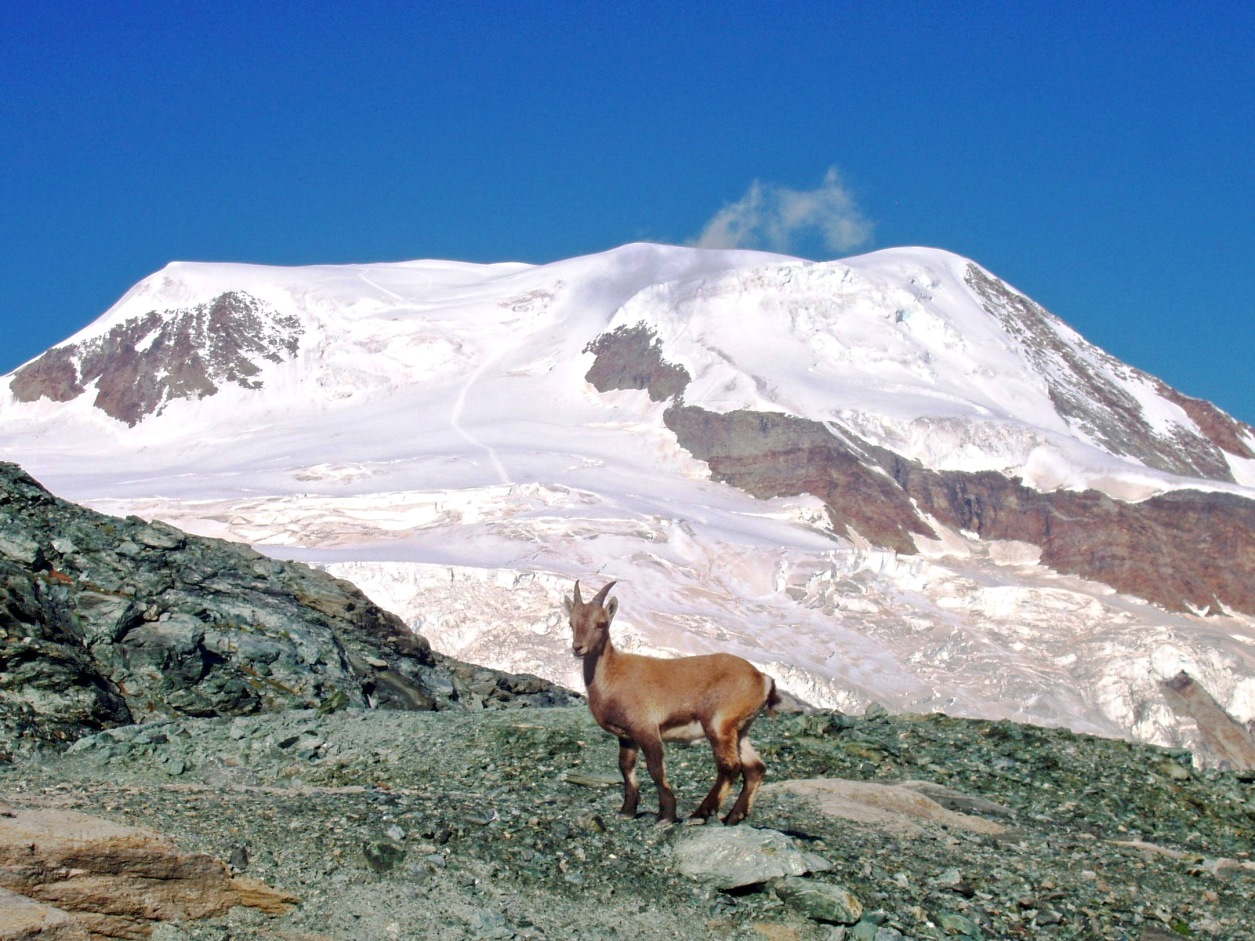
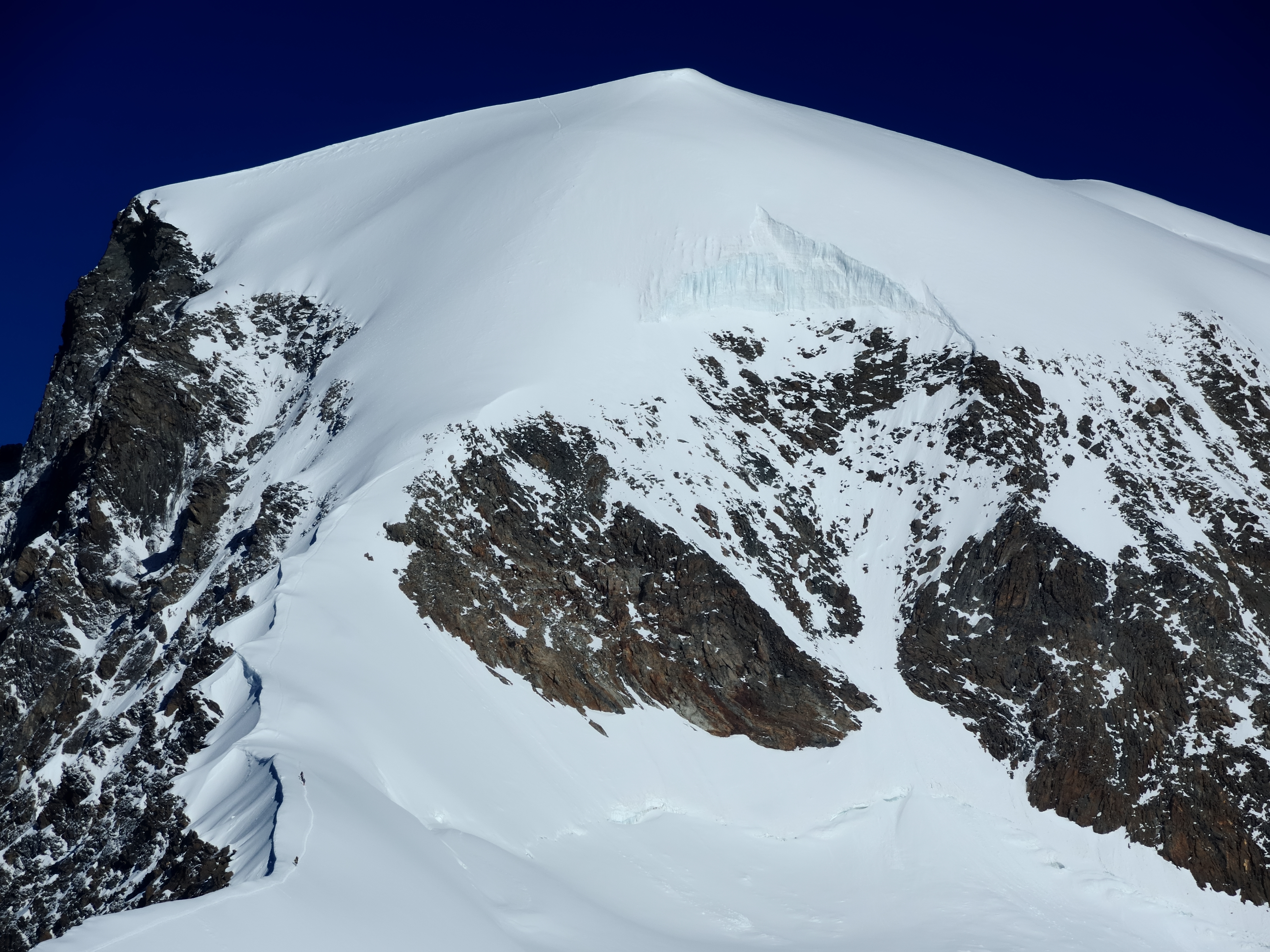
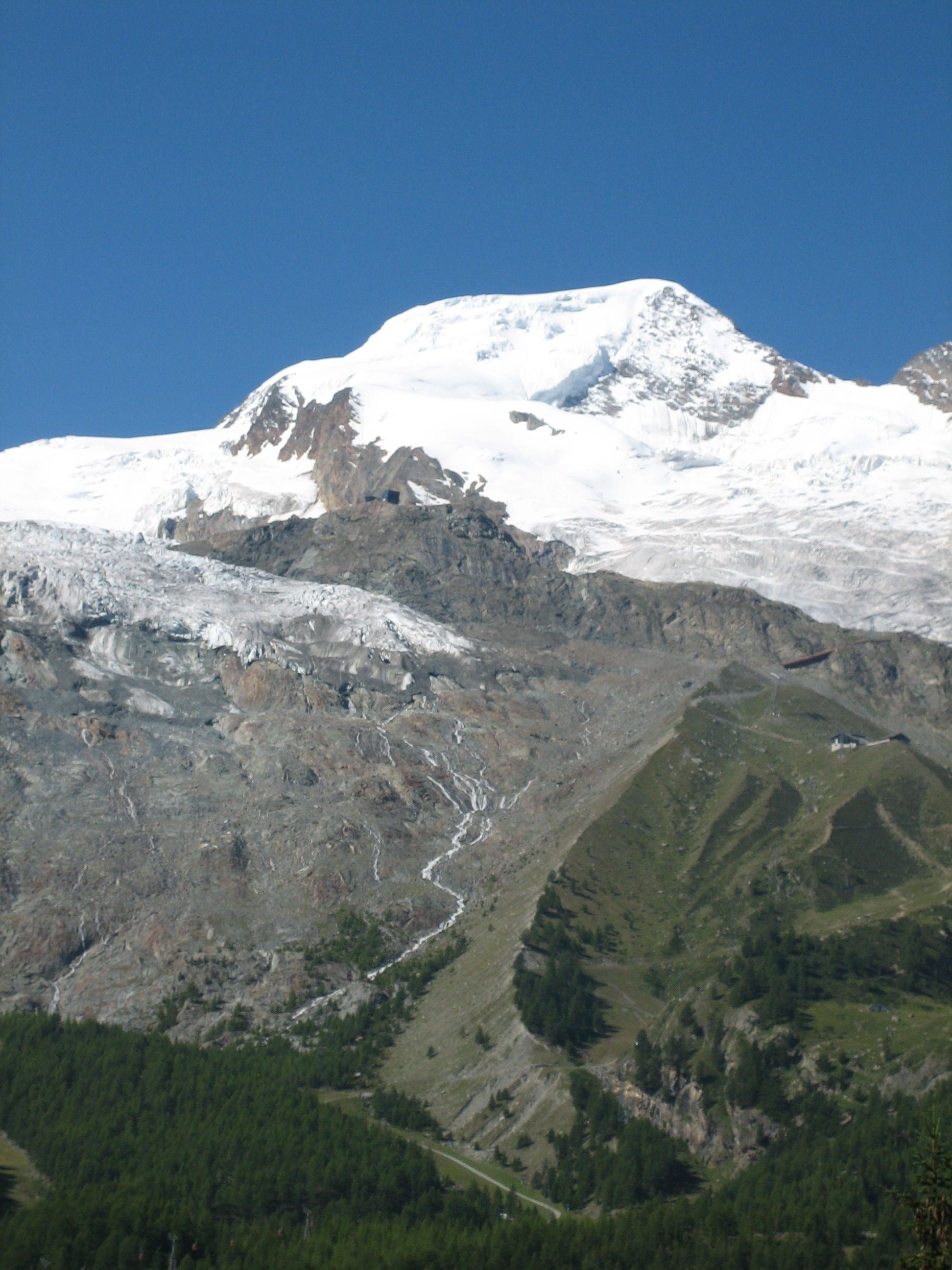
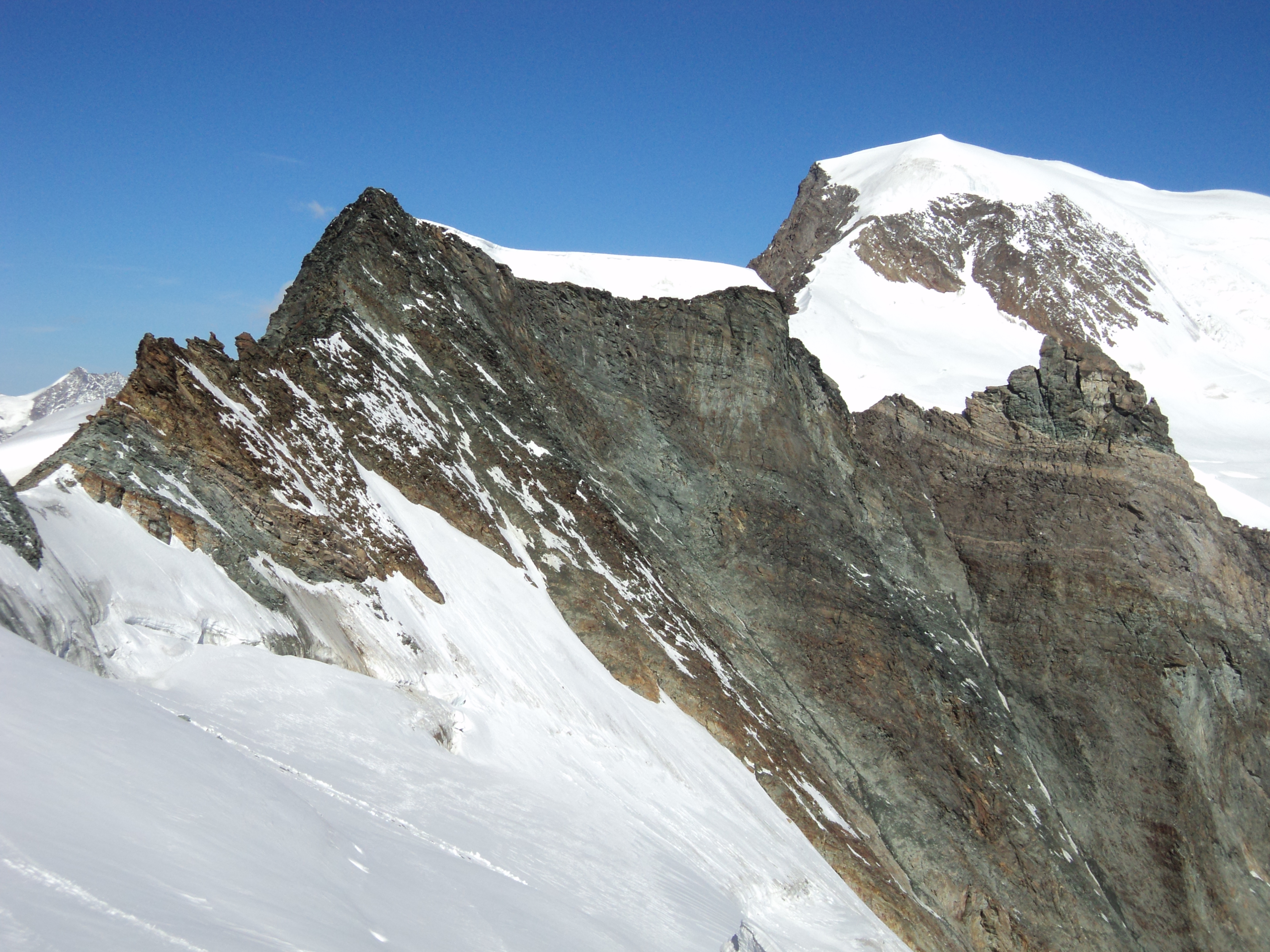
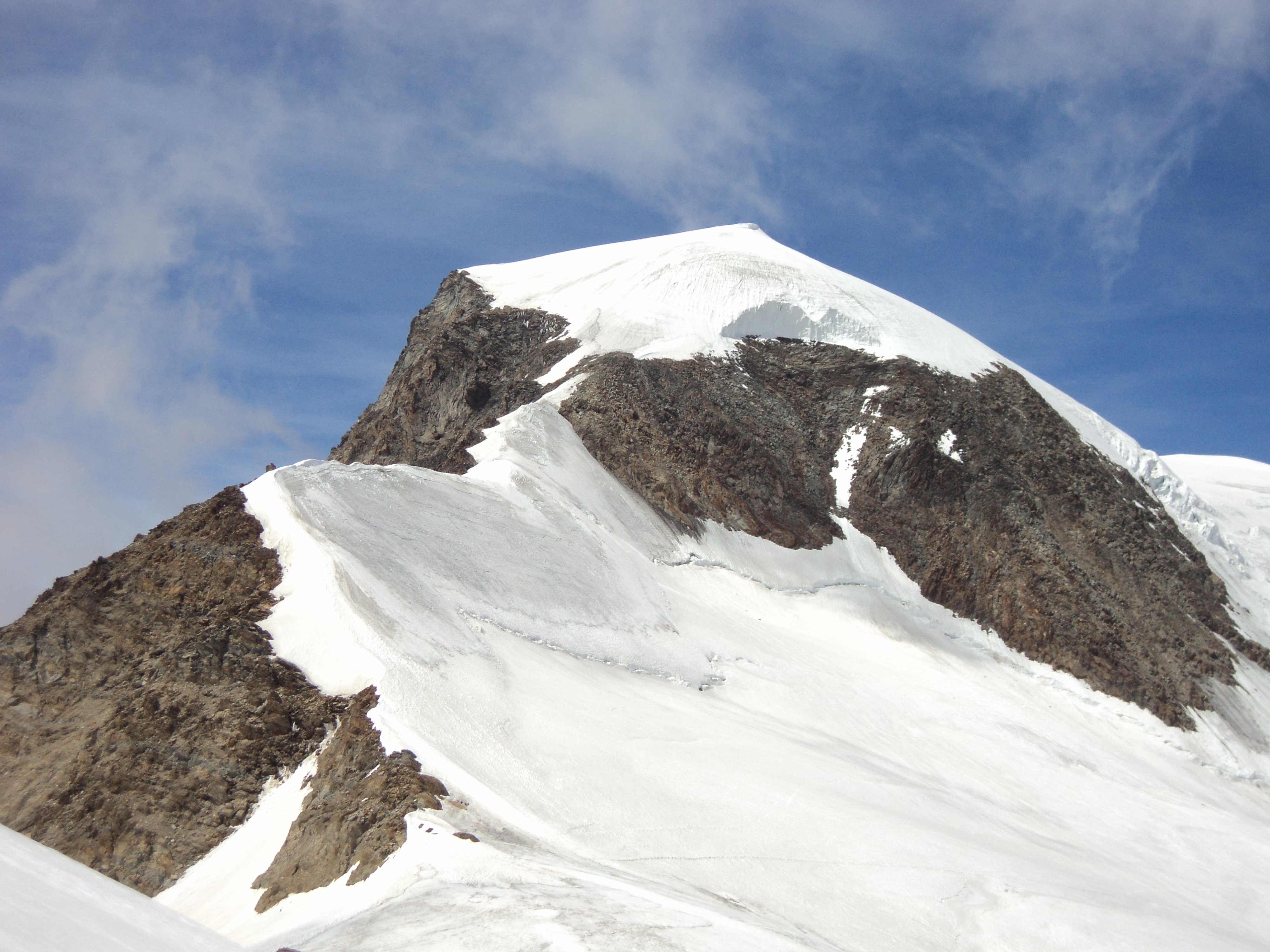